# New York Stadium
New York Stadium è uno stadio di calcio britannico di Rotherham città della contea inglese del South Yorkshire.
Inaugurato nel luglio 2012, è il terreno di casa del Rotherham United Football Club.